# Боде, Ридван
Ридван Боде (алб. Ridvan Bode; 26 июня 1959, Корча) — албанский экономист и политик.
С 1979 по 1983 он учился на финансовом факультете Университета сельского хозяйства в Тиране. С 1992 по 1995 он был аспирантом в Монпелье, Франция. С 1991 по 1995 он преподавал финансовый анализ в Университете сельского хозяйства в Тиране.
С 1995 по 1996 был директором таможенного управления в Министерстве финансов. В 1996 году впервые получил мандат члена парламента (от Демократической партии Албании).
С 1996 по 1997 он занимал должность министра финансов в правительстве Александера Мекси. В 1997 году он был назначен секретарем Демократической партии. В 2002 стал преподавателем экономики в Университете Тираны. С 2005 по 2013 во второй раз был министром финансов в правительстве Сали Бериши.

## Ссылка
- Albeu Online Media Архивная копия от 2 апреля 2015 на Wayback Machine